# Język kemtuik
Język kemtuik (a. kamtuk, kemtuk) – język papuaski używany w prowincji Papua w Indonezji, przez grupę ludności na zachód od jeziora Sentani.  Należy do rodziny języków nimboran (Nimboran, Grime River).
Według danych szacunkowych z 2008 roku mówi nim 5 tys. osób, mieszkańców 23 wsi. Obszar tego języka obejmuje tereny na południowy zachód od Jayapury. Dodatkowo część jego użytkowników zamieszkuje Jayapurę i okolice.
Zidentyfikowano trzy odmiany kemtuik: kemtuik właściwy (dialekt wsi Merem i Yanim), iwalom (dialekt wsi Sabron, Mamda i Meikari) oraz ikuoy (dialekt terenów na południe od jeziora Sentani).
Peta Bahasa wyróżnia następujące dialekty: kemtuk, bring i mlap. Ethnologue, Glottolog i Timothy Usher wyodrębniają mlap jako oddzielny język. Gresi jest jego bliskim krewnym, toteż Timothy Usher grupuje oba języki w ramach gałęzi gresi-kemtuik. Ethnologue podaje, że podobieństwo leksykalne do gresi wynosi 80%, natomiast do mlap – 60%.
Z danych Ethnologue (wyd. 22, 2019) wynika, że posługują się nim wyłącznie osoby dorosłe. W użyciu są także języki indonezyjski i malajski papuaski.
Od lat 70. XX w. dokumentacją kemtuik zajmował się J.J. van der Wilden, działając pod auspicjami Summer Institute of Linguistics. Sporządzono jego słownik . W tym języku wydano Nowy Testament (2008). Jest zapisywany alfabetem łacińskim. W 2007 r. wypracowano standard ortografii.